# L'Arco dell'E42
L'Arco dell'E42, även benämnd Porta del Mare eller Arco Libera och på svenska även kallad "Romerska bågen", var en planerad 241 meter hög triumfbåge i aluminium,  som skulle uppföras till världsutställningen i Rom 1942 i den då nybildade stadsdelen E42, senare namnändrad till EUR. Många planerade byggnader i E42, däribland triumfbågen, blev inte byggda.

## Historik
Bågen var tänkt att uppföras till den planerade världsutställningen i Rom 1942 som en triumfatorisk entré till utställningsområdet. Mussolini uttalade att bågen skulle bli "en symbol för mänsklighetens vilja till fred".
Inför världsutställningen byggdes en hel stadsdel, inledningsvis benämnd "E42", med bostadshus, parker och monumentalbyggnader som skulle representera den nya ultramoderna staden. Tidpunkten var också vald för att uppmärksamma 20-årsjubileet av Mussolinis maktövertagande 1922.
På grund av andra världskriget kom världsutställningen att ställas in och många planerade byggen, däribland bågen, blev inte byggda. Området kring den planerade världsutställningen har sedan fått namnet "EUR" - Esposizione Universale di Roma.